# Паскал Борел
Паскал Борел (на немски: Pascal Borel, роден 26 септември 1978 г. в Карлсруе) е немски футболист, вратар, който играе за Ред Бул Лайпциг. През 1999 г. Борел изиграва два мача за националния отбор на Германия до 21 години.

## Кариера
Паскал Борел играе за Вердер Бремен от 1998 до 2005 г., а преди това във Валдов.
През сезон 2007-08 той е част от унгарския Хонвед, с когото играе 8 мача в унгарската лига.
През март 2009 Борел подписа с Черноморец (Бургас) до края на сезона. На 4 април той направи своя състезателен дебют за отбора в мача срещу Локомотив (София). Борел бързо стана част от първия отбор и на 28 май той подписа нов договор с клуба до края на 2011 г.

## Отличия
- Първа Бундеслига шампион: 2004 г.
- Купа на Германия шампион: 2004 г.
- Купа на лигата (Германия) финалист: 2004 г.

## Статистика по сезони[1]
| Сезон    | Отбор           | Първенство | Мачове | Голове |
| -------- | --------------- | ---------- | ------ | ------ |
| 2009/пр. | Черноморец (Бс) | А група    | 11     | 0      |
| 2009/10  | Черноморец (Бс) | А група    | 27     | 0      |
| 2010/11  | Черноморец (Бс) | А група    | 22     | 0      |